# Верхній Мангіртуй
Верхній Мангіртуй (рос. Верхний Мангиртуй) — село Бичурського району, Бурятії Росії. Входить до складу Сільського поселення Верхньомангіртуйське.
Населення — 418 осіб (2015 рік).

## Люди
В селі народився Казарбін Мартем'ян Васильович (1938—2000) — український живописець.